# برج سنگی روستای میدانک
برج سنگی روستای میدانک مربوط به سدهٔ ۷ و ۸ است و در ۶۰ کیلومتری کرج واقع شده و این اثر در تاریخ ۱۴ فروردین ۱۳۵۷ با شمارهٔ ثبت ۱۵۹۶ به‌عنوان یکی از آثار ملی ایران به ثبت رسیده است. برج آرامگاهی میدانک یا برج تهمینه از مهم‌ترین آثار تاریخی آسارای کرج است. بنای آرامگاهی معروف به برج میدانک که در نزد اهالی به برج تهمینه شهرت دارد، مدفن یکی از قلعه‌بانان یا اعضای خاندان پادوسپان (۹۷۵- ۱۰۱۴ هجری شمسی) از حکام محلی منطقه رویان در خلال قرن‌های هشتم تا نهم هجری قمری است.

## معماری بنا
معماری بنا شبیه بناهای دوران مغول است. شیوه ساختمانی بنا، آن را در ردیف برج‌های آرامگاهی قرن هفتم هجری قرار می‌دهد.
بنای سنگی برج میدانک یا برج تهمینه، مقبره‌ای است با پلان ۸ ضلعی با یک ایوان پیش آمده در سمت غرب، پهناوری ورودی ایوان حدود ۳ متر است و با ضخامت دیوارهای طرفین به ۶۰ متر می‌رسد. فضای داخلی برج دارای پلان مربع شکل است که چهار قوس عقب نشسته آن در هر ضلع، پلان چلیپایی را در ذهن تداعی می‌کند. بنا دارای تزییناتی از جمله کاربندی و قطاربندی‌های داخل فضای ایوان و بقعه است. پوشش برج به صورت گنبدی دوپوش مخروطی و رک بوده است که در حال حاضر، پوشش بیرونی از بین رفته و تنها پوش زیرین باقی مانده است. مصالح به کار رفته در ساخت برج نیز، سنگ، گچ و نوعی ملاط ساروج است.